# Orde de l'Àguila Asteca
L'Orde de l'Àguila Asteca és la més alta distinció que se'ls atorga als estrangers a Mèxic per serveis prominents prestats a la Nació Mexicana o a la humanitat i com a reciprocitat a altres distincions atorgades a l'estranger a servidors públics mexicans.
Va ser creada per decret el 13 de setembre de 1932 com un premi donat als estrangers per serveis humanitaris. L'Orde de l'Àguila Asteca és similar a les recompenses atorgades a ciutadans mexicans com la Condecoració Miguel Hidalgo o la Medalla Belisario Domínguez del Senat de la República. És atorgada per l'oficina de la Secretaria de Relacions Exteriors de Mèxic, per instruccions del consell establert amb aquest propòsit encapçalat pel President de Mèxic

## Rangs
Els rangs atorgats, en ordre descendent:
1. Collaret.- Consta de trenta baules alternades, quinze dels quals porten esmalt amb el fons blau turquesa i l'emblema asteca de la ciutat de Mèxic i els altres quinze són caps d'àguila realitzats en plata daurada, de la baula central penja una àguila asteca.[1] (atorgada a Caps d'Estat).
2. Creu (Derogada Fracció reformada DOF 01-06-2011)[2]
3. Banda.- Lliurada en seda de color groc or, rematada en trossa que descansa sobre un la mateixa banda en la unió cap a la part baixa, de la cinta de subjecció va la venera miniatura de l'ordre, amb la Banda s'atorga també la Placa.
  1. S'atorga en categoria especial a primers ministres o caps de govern, a prínceps hereus, consorts de caps d'Estat i persones la categoria de les quals equivalgui a les citades
  2. S'atorga sense categoria especial a ministres o secretaris d'estat, membres de famílies reals, ambaixadorés o persones la categoria de les quals equivalgui a les citades
4. Placa.-Disc amb un estel de cinc puntes principals, juntament amb cinc puntes interiors, al centre porta un cercle d'esmalt blau turquesa i sobre d'ell va realçada en or l'àguila asteca de Cuauhtémoc. S'atorga a subsecretaris o viceministres d'Estat, a encarregats de negocis ad hoc, cònsols generals, generals brigadieres, contraalmiralls, vicealmiralls, així com aquells la categoria dels quals equivalgui a les citades
5. Encomana o Venera.-Penja d'una cinta groc or i es col·loca i porta al coll. S'atorga a ministres residents, encarregats de negocis titulars, coronels i tinents coronels, capitans de navili, fragata o corbeta, així com a aquells la categoria dels quals equivalgui a les citades.
6. Insígnia.-Venera formada per un disc en el qual ressalta un estel de cinc puntes i altres ornaments, el centre de la venera ostenta el fons en esmalt blau turquesa, l'àguila asteca de Cuauhtémoc. S'atorga a consellers, primers, segons i tercers secretaris d'Ambaixada, capitans, tinents de navili, a aquells la categoria dels quals equivalgui als citats i als altres casos que el Consell estimi pertinent.

- En casos especials, segons el parer del Consell, podrà conferir-se l'Ordre Mexicana de l'Àguila Asteca en els seus diferents graus a estrangers distingits, segons els seus mèrits, excepció feta de grau del Collaret.

| Cintes (després de la reforma del 2011) |       |       |                     |        |
| Encomana                                | Placa | Banda | Banda Cat. Especial | Collar |

| Cintes (abans de la reforma del 2011) |          |       |      |        |
| Insígnia                              | Encomana | Banda | Creu | Collar |

## Galeria

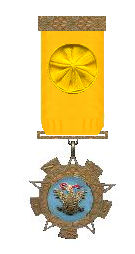
Medalla d'Oficial de l'Orde de l'Àguila Asteca
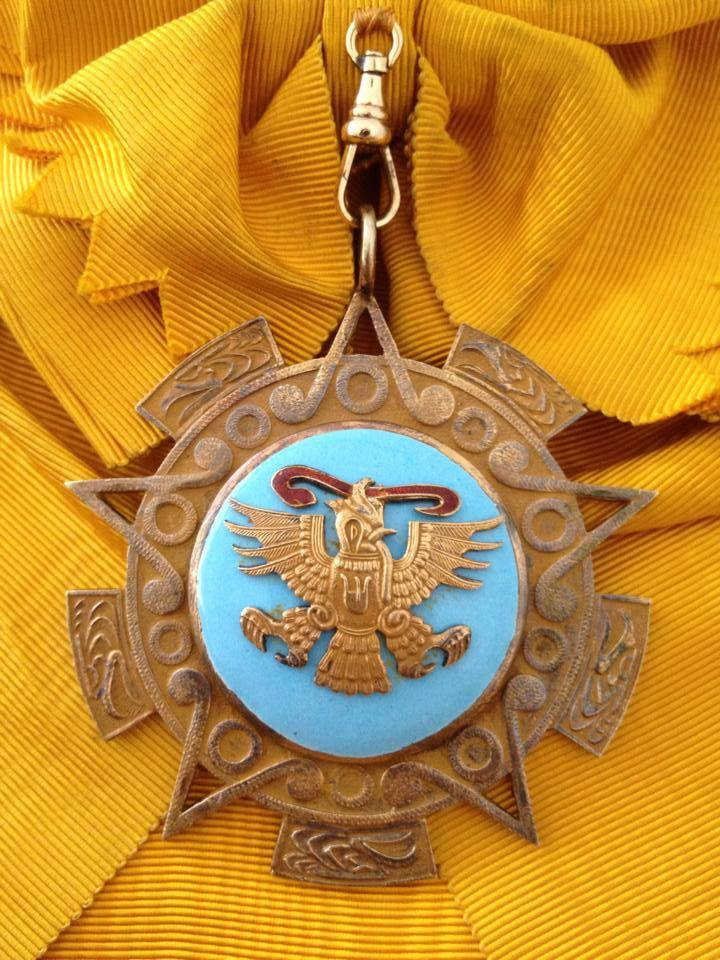
Banda i venera de l'Orde de l'Àguila Asteca (Col·lecció particular)
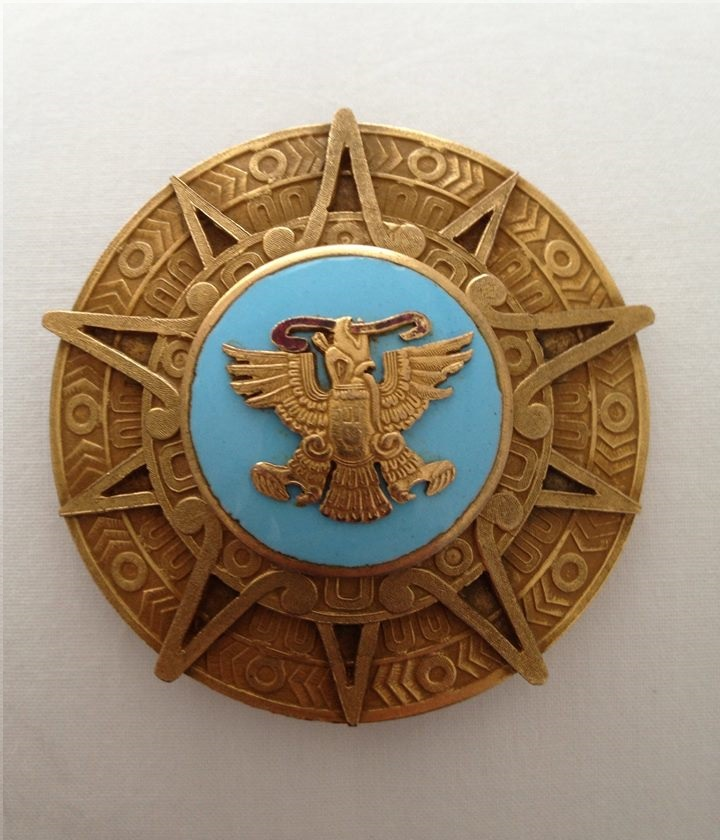
Placa de l'Orde de l'Àguila Asteca (Col·lecció particular)
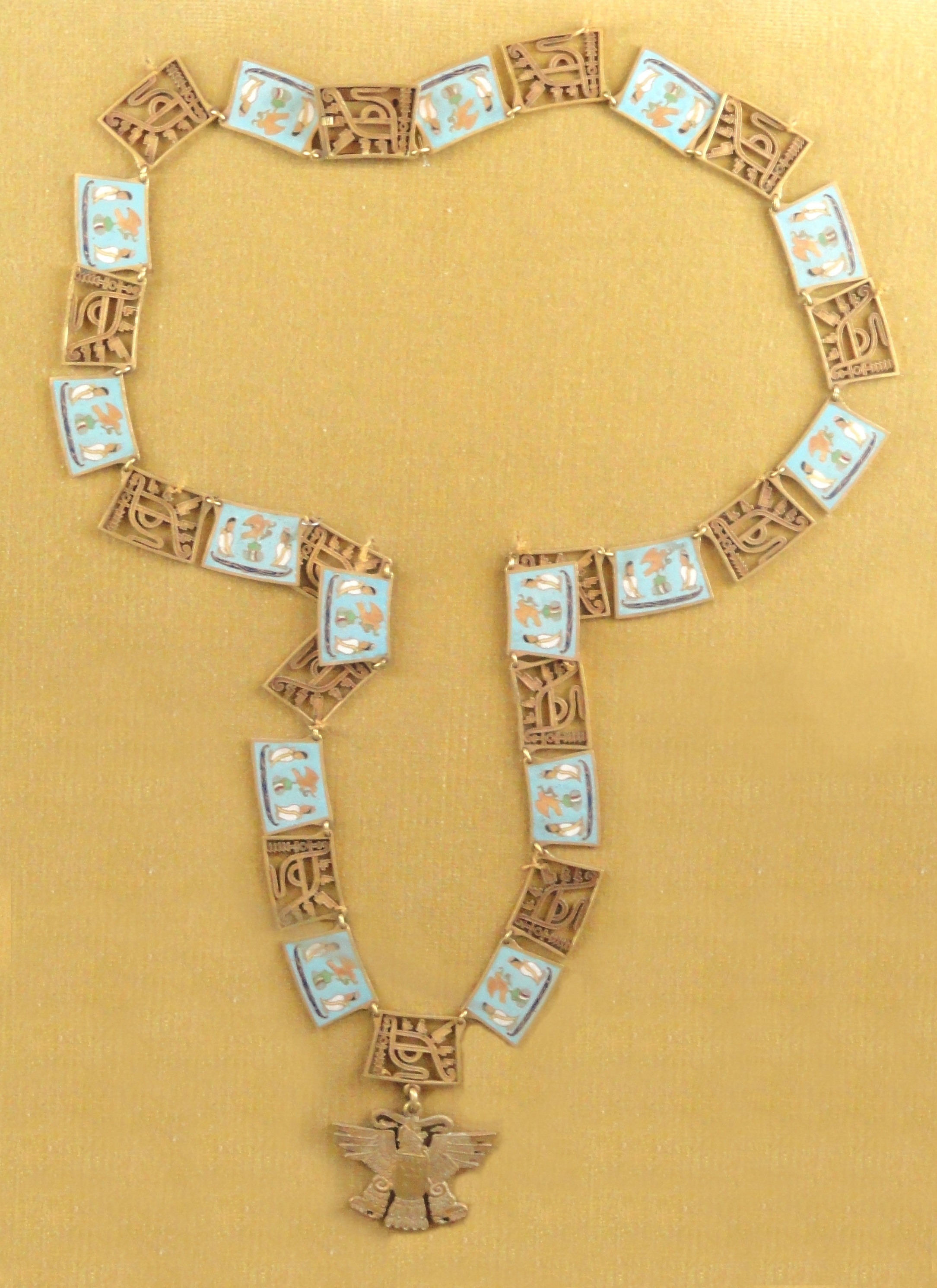
Collar de l'Orde de l'Àguila Asteca atorgada a Juscelino Kubitschek

## Persones famoses portadores de l'Orde
- Aleksandra Kol·lontai - Política i ambaixadora soviètica (1944)
- Dwight D. Eisenhower - Collar (1945)
- Juan Oropeza - 1946
- Haile Selassie I, Emperador d'Etiopia - Collar (1954)
- Alma Reed - Periodista (1963)
- Príncep Felip, Duc d'Edimburg - Collar (1964)
- Princesa Marina, Duquessa de Kent - Collar
- Elías Sourasky (1968)
- Isabel II del Regne Unit - Collar (1973)
- Arturo Uslar Pietri - 1974
- Valentín Hernández Acosta - Ministre d'Hidrocarburs veneçolà, Banda (1976)
- Arnaldo Orfila Reynal - 1980
- Eduardo Hidalgo - 1980, Secretari de la Marina dels EUA, nat a Mèxic.
- Diana Kennedy 1981, ciutadana britànica especialitzada en menjar mexicà.
- Gabriel García Márquez - 1982
- Alicia Alonso - 1982
- Plácido Domingo - 1985
- Miguel Mathes - 1985, historiador[3]
- Joan Carles I d'Espanya - Collar
- Sofia de Grècia - Banda
- Olaf V de Noruega - Creu
- Fidel Castro - 1987
- Augusto Monterroso - 1988
- Álvaro Mutis - 1989
- Elizabeth H. Boone - 1990
- Iuri Knorozov - 1995
- James Cameron - 1997
- Américo Paredes - 1999
- José Manuel Terán Sittón, Ministre de Salut de Panamà -2001 (Banda)
- David A. Brading - 2002, Historiador britànic especiatlizat en Mèxic.
- Fernando Savater, Javier Pradera, Manuel Ortuño i Ludolfo Paramio - 2003
- Carles XVI Gustau de Suècia - Collar (2004)
- Jacques Lafaye - Insígnia (2006)
- Bill Gates - Placa (2007)
- Melinda Gates - Insígnia (2007)
- Franz Beckenbauer - 2007
- Luiz Inácio Lula da Silva - Collar (2007)
- Michelle Bachelet - Collar (2007)
- Felip, Príncep d'Astúries - Banda (2008)
- Letizia, Princesa de Astúries - Banda (2008)
- Reina Margarita II de Dinamarca - Collar (2008)
- Enric, Príncep Consort de Dinamarca - Banda (2008)
- Reina Beatriu d'Holanda - Collar (2009)
- Príncep Guillem dels Països Baixos - Banda (2009)
- Princesa Màxima dels Països Baixos - Banda (2009)
- Neil Mc Gregor, Director del Museu Britànic - Insígnia (2009)
- William F. Austin, fundador de la companyia Starkey Laboratories - Insignia (2009)
- Joan Manuel Serrat - Insígnia (2010)
- Edward Kennedy, Senador dels Estats Units d'Amèrica - Banda (2010) (post mortem)
- Nelson Mandela - Banda (2010)
- Mario Vargas Llosa - Premi Nobel de Literatura 2010 - Insígnia (2011)
- Álvaro Colom - President de Guatemala- Collar (2011)
- Juan Manuel Santos - President de Colòmbia- Collar (2011)
- Mariano Rajoy - President del govern d'Espanya (2012)
- Nadine Gordimer - Premi Nobel de Literatura 1991 - (2012)
- Bono - Cantant (2012)[4]
- Ma Jin (en grau insignia) - Entrenadora de l'equip olímpic de M'xxic de clavats - (2012)[5]
- Sadako Ogata - (2013)[6]
- Hirofumi Nakasone - (2013)[6]
- Takashi Yamanouchi - (2013)[6]
- José Mujica - (2014) - Collar
- Amartya Sen - (2012) - grau placa[7]